# 呂文光 (江蘇)
吕文光（?—?），江蘇淮安府山阳县人。清朝官员。
为诸生时，在沭阳吴姓人家开馆，得到知县袁枚的赏识。童子试时，为其弟子代笔，被袁枚查出。袁枚爱其才华，不忍治罪，反而结为姻亲。乾隆十六年（1751年），呂文光中式辛未科進士。官滑縣知縣。